# Командование глобальных ударов ВВС США
Командование глобальных ударов ВВС ВС США (англ. Air Force Global Strike Command) — главное командование в составе ВВС ВС США, образованное в январе 2009 года.
К КГУ ВВС ВС США (AFGSC) отошли некоторые функции Главного боевого командования и Космического командования ВВС США.

## История
О создании командования глобальных ударов министерства ВВС США, которое должно «обеспечивать стратегическое ядерное сдерживание и операции по осуществлению глобальных ударов», 24 октября 2008 года объявил госсекретарь военно-воздушных сил США
Майкл Донли.
12 января 2009 года 55 сотрудников командования глобальных ударов провели своё первое предварительное заседание на авиабазе Боллинг в пригороде Вашингтона. В июне штабом командования стала авиабаза Барксдейл в Луизиане.
КГУ начало ограниченное функционирование 7 августа 2009 года под началом генерал-лейтенанта Фрэнка Клотца.

## Формирования — дислокация

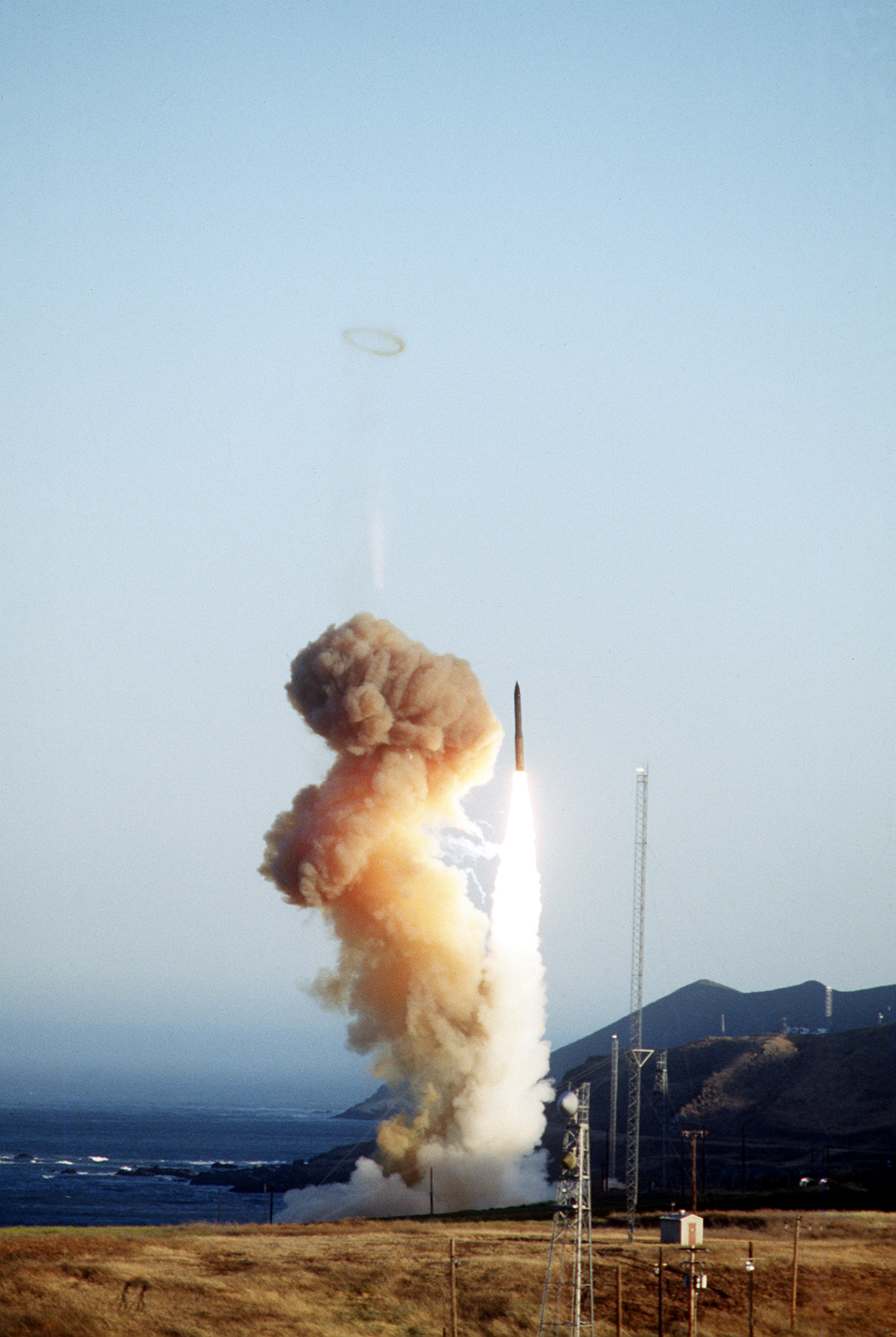
LGM-30G III — единственная МБР на вооружении КГУ.

- 8-я воздушная армия (Eighth Air Force)
  - 2-е бомбардировочное крыло (2nd Bomb Wing)
    - 11-я бомбардировочная эскадрилья (11th Bomb Squadron) — авиабаза Барксдейл
    - 20-я бомбардировочная эскадрилья
    - 96-я бомбардировочная эскадрилья

  - 5-е бомбардировочное крыло — авиабаза Майнот
    - 23-я бомбардировочная эскадрилья
    - 69-я бомбардировочная эскадрилья

  - 7-е бомбардировочное крыло — авиабаза Дайс
    - 9-я бомбардировочная эскадрилья
    - 28-я бомбардировочная эскадрилья
    - 436-я учебная эскадрилья

  - 28-е бомбардировочное крыло — авиабаза Элсуорт
    - 34-я бомбардировочная эскадрилья
    - 37-я бомбардировочная эскадрилья

  - 131-е бомбардировочное крыло (в подчинении ВВС Национальной гвардии) — авиабаза Уайтмен
  - 307-е бомбардировочное крыло (в подчинении Командования резерва ВВС) — авиабаза Барксдейл
    - 93-я бомбардировочная эскадрилья
    - 343-я бомбардировочная эскадрилья
    - 345-я бомбардировочная эскадрилья

  - 509-е бомбардировочное крыло — авиабаза Уайтмен
    - 13-я бомбардировочная эскадрилья
    - 393-я бомбардировочная эскадрилья
- Подразделения непосредственного подчинения 
  - 576-я лётно-испытательская эскадрилья
  - 625-я эскадрилья стратегических операций
- 20-я воздушная армия (Twentieth Air Force)
  - 90-е ракетное крыло (90th Missile Wing) — авиабаза Уоррен
    - 319-я ракетная эскадрилья (319th Missile Squadron)
    - 320-я ракетная эскадрилья
    - 321-я ракетная эскадрилья

  - 91-е ракетное крыло — авиабаза Майнот
    - 740-я ракетная эскадрилья
    - 741-я ракетная эскадрилья
    - 742-я ракетная эскадрилья

  - 341-е ракетное крыло — авиабаза Мальмстром
    - 10-я ракетная эскадрилья
    - 12-я ракетная эскадрилья
    - 490-я ракетная эскадрилья

  - 377-е крыло обеспечения авиабазы — авиабаза Киртланд
  - 498-е крыло ядерных систем — авиабаза Киртланд
  - 582-я вертолётная группа — авиабаза Уоррен
  - 625-я эскадрилья стратегических операций — авиабаза Оффатт

## Основное вооружение
Основное вооружение и военная техника:

### Самолёты
- B-2 Spirit
- B-52 Stratofortress
- Rockwell B-1 Lancer
- Boeing E-4

### Ракеты
- МБР «Минитмен» (LGM-30G III)